# Phalaenopsis equestris
Phalaenopsis equestris (Schauer) Rchb.f è una orchidea epifita nativa delle Filippine e di Taiwan.

## Descrizione
Phalaenopsis equestris ha uno sviluppo monopodiale. Le foglie sono lunghe, rettangolari-ellittiche di forma e misura variabile.
I fiori sono di dimensione variabile e di svariate tonalità, dal bianco al rosa intenso. Solitamente sono molto duraturi e membranosi.
Può produrre, durante tutto l'anno, copiose infiorescenze portate da esili steli anche ramificati sui quali possono trovare posto anche 15 fiori con un diametro di circa 25 mm l'uno.

## Tassonomia
Sono descritte le seguenti varietà:

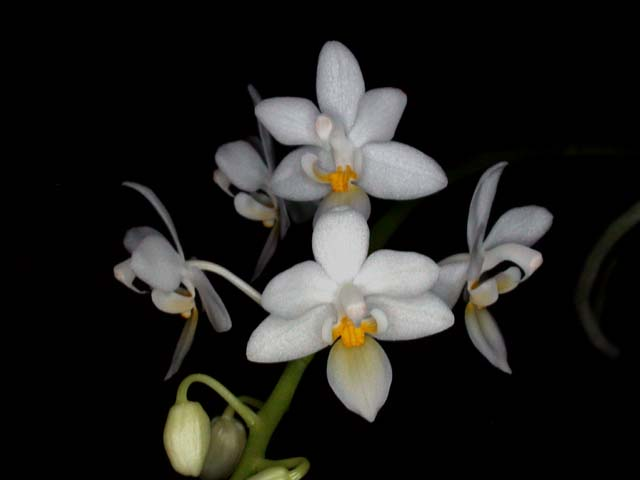
Phalaenopsis equestris var. alba
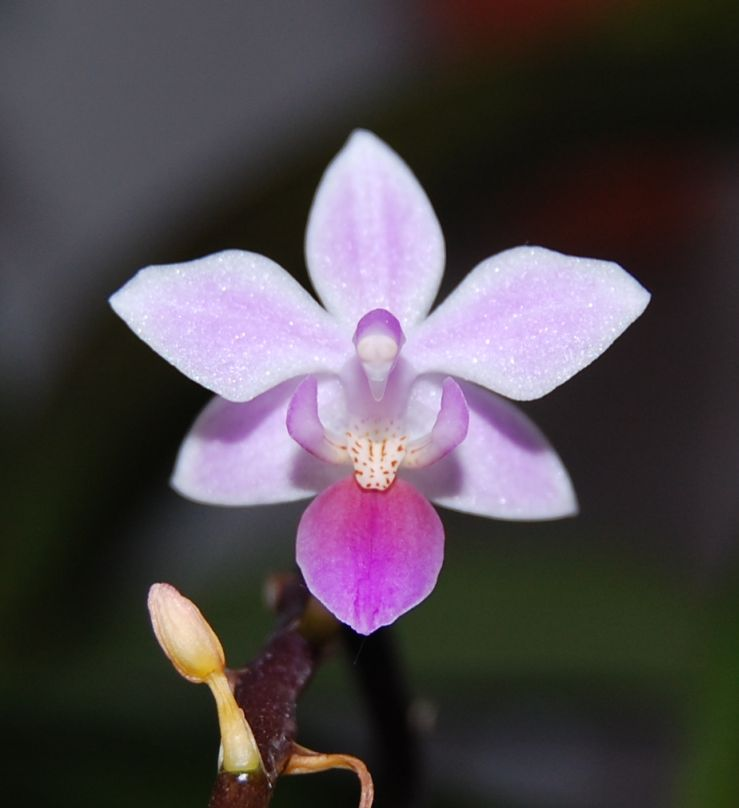
Phalaenopsis equestris var. aurea
- Phalaenopsis equestris var. cyanochilus
- Phalaenopsis equestris var. leucaspis
- Phalaenopsis equestris var. leucotanthe
- Phalaenopsis equestris var. rosea

- Phalaenopsis equestris var. aurea
- Phalaenopsis equestris var. leucaspis

## Coltivazione
È tra le Phalaenopsis non ibride più diffuse e coltivate, grazie alla sua adattabilità e generosità nel produrre bellissime infiorescenze e keiki.
Può essere coltivata in vaso con materiale inerte e corteccia di pino oppure su pezzi di sughero o altro legno idoneo.